# Scooby-Doo! Grande festa in spiaggia
Scooby-Doo! Grande festa in spiaggia (LEGO Scooby-Doo! Blowout Beach Bash) è un film del 2017 diretto da Ethan Spaulding, basato sui personaggi di Scooby-Doo.
Prodotto dalla Warner Home Video, è stato pubblicato negli Stati Uniti d'America il 27 luglio 2016, mentre in Italia è andato in onda in Prima Tv su Boomerang il 17 settembre 2017. Il film viene considerato come terza collaborazione tra il personaggio Hanna-Barbera e la famosa casa di produzione di giocattoli LEGO, e il secondo lungometraggio tratto dalla produzione. La prima collaborazione Scooby-Doo! e il tesoro del Cavaliere Nero, uno speciale televisivo rilasciato due anni prima e il primo lungometraggio Scooby-Doo! Fantasmi a Hollywood risalente al 2016.

## Trama
La gang decide di rilassarsi su un molo di una cittadina sul mare che, al loro arrivo, trovano deserta per colpa dell'apparizione di due fantasmi pirati che vogliono rovinare la tradizionale festa in spiaggia.